# Operatie Pastorius

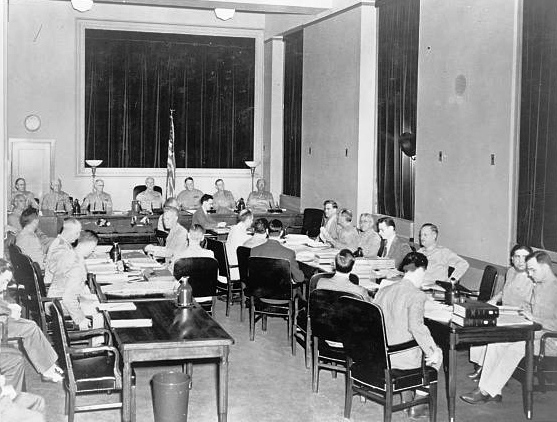
Rechtszaak tegen de Duitse saboteurs, juli 1942

Operatie Pastorius was een mislukte sabotageoperatie van Nazi-Duitsland in de Verenigde Staten in juni 1942, tijdens de Tweede Wereldoorlog. De operatie van de Abwehr was gericht tegen strategische en economische doelen in de VS.
De operatie werd door admiraal Wilhelm Canaris, chef van de Abwehr, vernoemd naar Francis Daniel Pastorius, de stichter van Germantown, de eerste Duitse nederzetting in Amerika. Acht Duitsers, die voor het begin van de oorlog in Amerika hadden gewoond, zouden sabotageacties en aanslagen plegen om onrust te zaaien het land.

## Verloop
In twee sabotagegroepen werden met onderzeeërs voor de kust van de Verenigde Staten afgezet; de eerste groep nabij Long Island en de tweede groep voor de kust van Florida.
De eerste groep die op 12 juni 1942 aan land kwam nabij Long Island werd tijdens het begraven van hun explosieven en de andere voorraden betrapt door een ongewapende kustwachter. De leider van de sabotagegroep; George Dasch besloot de kustwachter zwijggeld aan te bieden. Die beloofde zijn mond te houden waarna hij terugkeerde naar het kustwachtstation om alarm te slaan.
Hierna werd de FBI ingeschakeld en werden de spullen van de sabotagegroep opgegraven. Er volgde ook een klopjacht op de saboteurs. Deze waren inmiddels in New York, waar George Dasch en Ernest Burger besloten zich aan te geven. De operatie was inmiddels al mislukt toen ze ontdekt werden op het strand van Long Island. Dasch bekende aan de FBI dat er een tweede sabotagegroep zou toekomen in Florida. 
Een aantal van de Abwehr-agenten praatten hun mond voorbij tegenover oude kennissen. Herbert Haupt zou zelf zijn ouders bezocht hebben in Chicago waarbij hij hen alles vertelde. Van het geld voor de operatie kocht hij een sportwagen.
Door de bekentenissen van Dasch en de onvoorzichtigheid van anderen werden snel alle agenten opgepakt.

## Gevolg
De arrestatie van de acht saboteurs werd stilgehouden van hogerhand. Een speciaal aangesteld tribunaal veroordeelde zes van de acht tot de doodstraf. Deze doodstraf werd uitgevoerd in augustus 1944. Ernest Burger werd veroordeeld tot levenslange dwangarbeid en George Dasch werd veroordeeld tot 30 jaar cel. In het verdere verloop van de oorlog deden de Duitsers geen grootschalige infiltratiepogingen meer.
In 1948 kregen Dasch en Burger gratie van president Truman waarna zij uitgewezen werden naar Duitsland.